# ثقافة الخوف
ثقافة الخوف (أو مناخ الخوف) تعبير يستخدمه بعض العلماء، والكتاب، والصحفيين والسياسيين الذين يعتقدون أن بعض أفراد المجتمع يبثون الخوف في نفوس العامة لتحقيق أهداف سياسية، على سبيل المثال:
«لا يريد الناس الحرب، ولكن يمكنهم الموافقة دائمًا على مخاطرات القادة. هذا سهل. كل ما عليك فعله هو إخبارهم أنهم تعرضوا لهجوم، ثم قم بإدانة دعاة التهدئة واتهمهم بعدم الوطنية وتعريض البلاد للخطر. حل سحري، ينجح في جميع البلدان.» - هيرمان جورينج.
يستخدم التعبير لوصف المخاوف التي تثار حول إرهاب الإسلاميين، فمن ناحية يقال إن هذه المخاوف عادة ما يتم المبالغة بها أو تكون غير عقلانية بطبيعتها. كما يستخدم هذا التعبير أيضًا لوصف الخوف غير المبرر في سياقات أخرى، مثل المواطنين الذين يخشون الأشخاص من ذوي الخلفيات العرقية المختلفة، أو خوف سكان الحي من الانتقام إذا ساعدوا الشرطة في التعرف على المجرمين.

## التحليل
يقول مستشار الأمن القومي السابق زبغنيو بريجينسكي أن استخدام تعبير الحرب على الإرهاب كان بهدف خلق ثقافة الخوف عن عمد لأنها «تحجب العقل، وتزيد من حدة المشاعر، وتجعل من الأسهل على السياسيين الغوغائيين تعبئة الجمهور بالسياسات التي يرغبون في تمريرها».
وأشار فرانك فوريدي، أستاذ علم الاجتماع بجامعة كنت وكاتب في مجلة سبايكد (Spiked)، إلى إن ثقافة الخوف السائدة اليوم لم تبدأ بانهيار مركز التجارة العالمي. فكما يقول، انتشرت حالات الذعر بين العامة، قبل 11 من سبتمبر بكثير، لتشمل الذعر من كل شيء - بدءًا من المحاصيل المعدلة وراثيا إلى الهواتف المحمولة، ومن الاحتباس الحراري إلى الحمى القلاعية. ومثل دورودي، يقول فوريدي أن تصورات المخاطر، وأفكار السلامة، والجدل حول الصحة، والبيئة، والتكنولوجيا بعيدة كل البعد عن العلوم أو الأدلة التجريبية. وعلى العكس من ذلك، فهي تتشكل بالافتراضات الثقافية حول الضعف البشري. فيقول فوريدي "إننا بحاجة إلى مناقشة ناضجة حول عالمنا في أعقاب 11 من سبتمبر، نقاشًا يعتمد على التقييم العاقل لجميع الأدلة المتوفرة بدلاً من المخاوف غير العقلانية من المستقبل.
وتقول جيني بريستو، وهي كاتبة بمجلة سبايكد، أن ثقافة الخوف التي ظهرت في أعقاب هجمات 11 سبتمبر وهجمات الجمرة الخبيثة المتتالية لم تكن مخاوف طبيعية ناشئة ولكنها مصنعة من أعلى إلى أسفل أي من الساسة ويعكسها الإعلام. كما أنها تعتقد أن هذه المخاوف، على الرغم من أنها غير مبررة، فإنها تساعد على ظهور الوطنية والتي تؤدي بدورها إلى التورط في مغامرات عسكرية في الأماكن التي لا ترتبط إما بـ 9/11 أو هجمات الجمرة الخبيثة.
ويقول الأكاديميان البريطانيان جابي مايثن وساندرا ووكليت إنه في أعقاب الهجمات الإرهابية في نيويورك، والبنتاغون، ومدريد، ولندن طورت الوكالات الحكومية خطابًا «للإرهاب الجديد» في مناخ ثقافي يتميز بالخوف وعدم اليقين. ذكر باحثون بريطانيون أن هذه العمليات تقلل من فكرة سلامة العامة، وخلقت صورة مبسطة «لإرهاب» غير البيض كانت لها عواقب سلبية على مجموعات الأقليات العرقية في المملكة المتحدة.
وفي سلسلة الأفلام الوثائقية التي أنتجتها قناة بي بي سي، قوة الكوابيس (The Power of Nightmares)، التي كانت بعنوان صعود سياسات الخوف (The Rise of the Politics of Fear)، ذكر الصحافي آدم كيرتز أن السياسيين استغلوا خوفنا لزيادة قوتهم وسيطرتهم على المجتمع. وعلى الرغم من أنه لم يستخدم تعبير "ثقافة الخوف"، فما يصفه كيرتز في فيلمه هو انعكاس لهذا المفهوم. فدرس حركة المحافظون الجدد الأمريكية وتصويرها للتهديد أولاً من الاتحاد السوفيتي ثم من حركات الإسلام السياسي المتطرف. ويصر كيرتز على وجود خوف وهمي من الإرهاب في الغرب منذ هجمات 11 سبتمبر وأن السياسيين مثل جورج دبليو بوش وتوني بلير قد تعثروا في قوة جديدة تمكنهم من استعادة قوتهم وسلطتهم؛ باستخدام الخوف من "شبكة الشر" المنظم التي يريدون حماية شعوبهم منها. انتقد فيلم كيرتز وسائل الإعلام، وقوات الأمن، وإدارة بوش لتوسيع مدى قوتهم بهذه الطريقة. يقدم الفيلم بيل دورودي، ثم مدير المركز الدولي لتحليل الأمن، وزميل باحث أول في معهد السياسة الدولية كينجز كوليدج بلندن، قائلاً إن إطلاق تعبير "اختراع" على هذه الشبكة له دلالة قوية، ولكنه أكد على أنها ربما لا تكون موجودة وما هي إلا "إسقاط" لأسوأ مخاوفنا، وما نراه ليس سوى خيال تم صنعه."